# Karl Johan Gustafsson Ekeblad
Karl Johan Gustafsson Ekeblad, född 9 juni 1817 i Ringarums socken, död 11 juni 1895 i Stockholm, var en svensk poet, tidningsredaktör, hästslaktare och djurskyddsivrare.

## Biografi
Fader var gruvfogden och bruksbokhållaren Peter Gustafsson. Ekeblad invalidiserades som barn genom en olyckshändelser och efter studier vid Uppsala universitet från 1833 kom han sedan till Norrköping, där han verkade som tidningsutgivare. Vid mitten av 1840-talet flyttade Ekeblad till Stockholm, där han blev känd genom sin märkliga kombination av verksamhet som poet och slaktare. Ekeblad engagerade sig mycket i hästarnas djurskydd och han ansåg att hästarna skulle få ett bättre liv om hästkött i större utsträckning nyttjades som föda. Från 1849 var han verksam som hästslaktare i Stockholm och startade senare tillsammans med sin hustru ett hästslakteri i Brännkyrka socken. Köttet sålde han själv i ett stånd på Kornhamnstorg. Ekeblad ansåg själv, att han hade en viktig del i att minska den gamla oviljan mot hästkött som föda. 
Han intresserade sig även för politik och journalistik och anslöt sig till de konservativa, även om han hade viss sympati för liberala ståndpunkter. Han ansåg dock att alltför hastiga reformer kunde få olyckliga konsekvenser. Ekeblad var engagerad i flera mindre lyckade tidnings- och tidskriftsföretag, däribland Folkbladet där han omkring 1849 var redaktör. Tidningen var tänkt att tjäna som en konservativ motvikt till Söndagsbladet. Ekeblad var även flitigt verksam som poet och utgav en rad verk, som han dedicerade till olika medlemmar av de danska och svenska kungahusen. Han utgav även ett antal skrifter i djurskyddsfrågor.
Ekeblad erhöll Patriotiska sällskapets mindre medalj i silver 1877 och Svenska allmänna djurskyddsföreningens silvermedalj 1894.
Han blev mot slutet av sitt liv sjuk och utfattig och intogs strax före sin död vid Stockholms allmänna försörjningsinrättning.